# Ribby
Ribby – osada w Anglii, w Lancashire. Leży 10,9 km od miasta Blackpool, 30,7 km od miasta Lancaster i 315,8 km od Londynu. Ribby jest wspomniana w Domesday Book (1086) jako Rigbi.